# 杀手公司
《杀手公司》（韓語：킬러들의 수다）是一部2001年上映的韩国动作喜剧片，由电影《神奇的家伙们》《间谍利哲镇》的导演张镇执导，申鉉濬、鄭在詠、申河均及元斌主演。电影讲述队长上渊、负责射击的在泳、安装炸弹的正佑和负责杂活的老幺下渊这四名杀手的故事，于2001年10月12日在韩国上映。
该片主演选角在上映当时被认为是平凡的，郑在咏在电影界的知名度仍然较低，而申河均与元斌尚未摘掉新人的标签，因此出演配角但知名度较高的郑进永在片尾演员表中排在第二位。

## 演员阵容

### 主要人物
- 申鉉濬 饰演 上渊
- 鄭在詠 饰演 在泳
- 申河均 饰演 正佑
- 元斌 饰演 下渊

### 其他人物
- 鄭進永 饰演 赵检察官
- 吳承賢 饰演 华颐[6]
- 孔曉振 饰演 汝一
- 高恩美 饰演 吴英兰
- 丁奎秀 饰演 金班长
- 金學喆 饰演 崔部长
- 尹柱相 饰演 老朱
- 孫賢周 饰演 卓文培
- 趙德賢 饰演 心腹
- 闵允正 饰演 陈警官
- 林丞大 饰演 华颐身边的男子
- 金志暎 饰演 老奶奶委托人
- 金日雄 饰演 奔驰男子
- 柳承範 饰演 暴走族
- 林元熙 饰演 神父
- 宋金植 饰演 男子1
- 许起虎 饰演 男子3
- 杨东载 饰演 男子4
- 金永勳 饰演 特工3
- 朴镇泽 饰演 特工4
- 善学 饰演 特工5
- 朴英禄 饰演 特工6
- 李文洙 饰演 Laertes
- 尹镇镐 饰演 Cruates
- 李政勋 饰演 刑警1
- 金民教 饰演 刑警2

### 特别出演
- 张镇
- 洪坰杓
- 郑允民

## 票房
截至2001年11月19日，连续三周蝉联电影票房冠军，动员观众230万人次。

## 奖项荣誉
| 年份   | 頒獎禮       | 獎項           | 入圍者         | 結果 |
| ------ | ------------ | -------------- | -------------- | ---- |
| 2002年 | 第39届大鐘獎 | 最佳新人技术奖 | 宋载锡（照明） | 獲獎 |

## 续集
2023年4月，媒体报道该片时隔22年将改编成电视剧，导演张镇向媒体证实该消息；据报导，車勝元有望出演电视剧版的上渊一角，崔英俊有望加盟电视剧版饰演其中一名杀手，总共12集分成两季并计划通过Netflix公开。